# Sabellidae
Famille
Synonymes
- Caobangiidae Chamberlin, 1919[2]
- Sabellongidae Hartman, 1969[2]

Les Sabellidae sont une famille de vers marins polychètes sédentaires de l'ordre des Canalipalpata.

## Liste des genres
Selon World Register of Marine Species (9 janvier 2019) :
- genre Acromegalomma Gil & Nishi, 2017
- genre Amphicorina Claparède, 1864
- genre Amphiglena Claparède, 1864
- genre Anamobaea Krøyer, 1856
- genre Aracia Nogueira, Fitzhugh & Rossi, 2010
- genre Bispira Krøyer, 1856
- genre Branchiomma Kölliker, 1858
- genre Caobangia Giard, 1893
- genre Chone Krøyer, 1856
- genre Claviramus Fitzhugh, 2002
- genre Clymeneis Rathke, 1843
- genre Desdemona Banse, 1957
- genre Dialychone Claparède, 1868
- genre Euchone Malmgren, 1866
- genre Eudistylia Bush, 1905
- genre Euratella Chamberlin, 1919
- genre Fabrisabella Hartman, 1969
- genre Glomerula Nielsen, 1931
- genre Hypsicomus Grube, 1870
- genre Jasmineira Langerhans, 1880
- genre Laonome Malmgren, 1866
- genre Myxicola Koch in Renier, 1847
- genre Notaulax Tauber, 1879
- genre Panoumethus Fitzhugh, 2002
- genre Panousea Rullier & Amoureux, 1970
- genre Paradialychone Tovar-Hernández, 2008
- genre Parasabella Bush, 1905
- genre Perkinsiana Knight-Jones, 1983
- genre Potamethus Chamberlin, 1919
- genre Potamilla Malmgren, 1866
- genre Potaspina Hartman, 1969
- genre Pseudobranchiomma Jones, 1962
- genre Pseudopotamilla Bush, 1905
- genre Sabella Linnaeus, 1767
- genre Sabellastarte Krøyer, 1856
- genre Sabellomma Nogueira, Fitzhugh & Rossi, 2010
- genre Sabellonga Hartman, 1969
- genre Schizobranchia Bush, 1905
- genre Stylomma Knight-Jones, 1997
- genre Terebrasabella Fitzhugh & Rouse, 1999

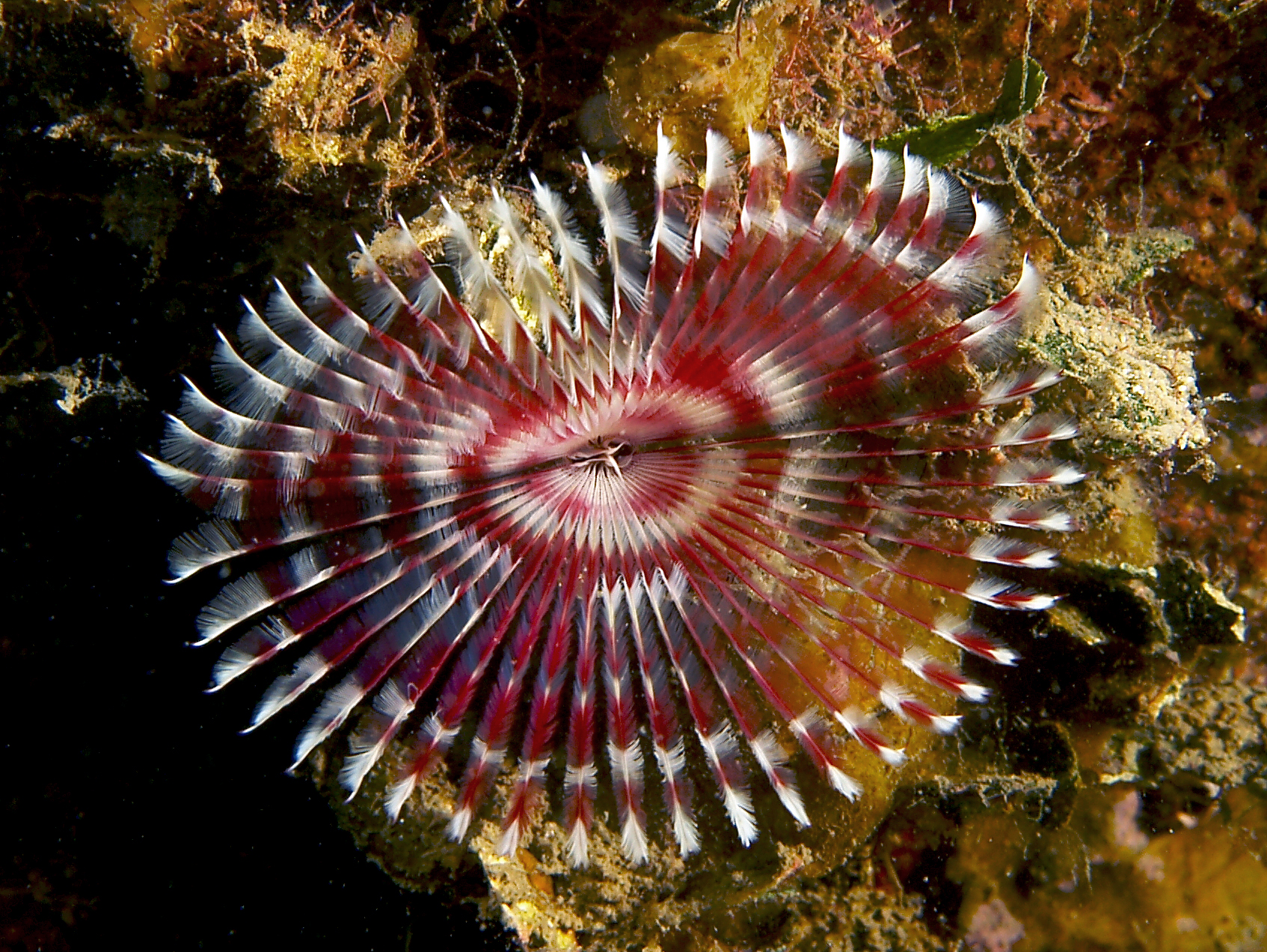
Anamobaea orstedii
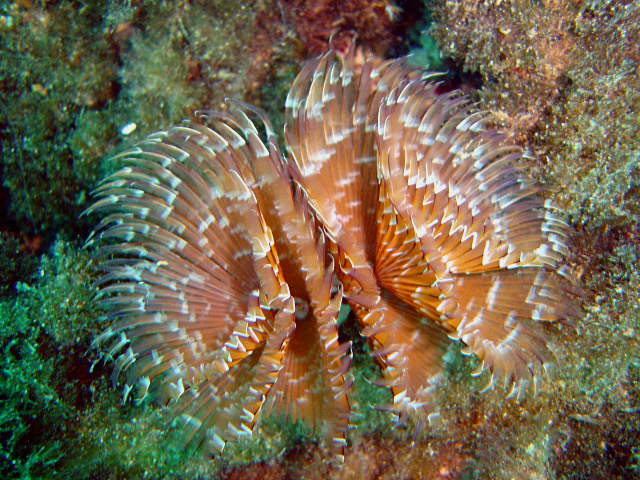
Bispira volutacornis
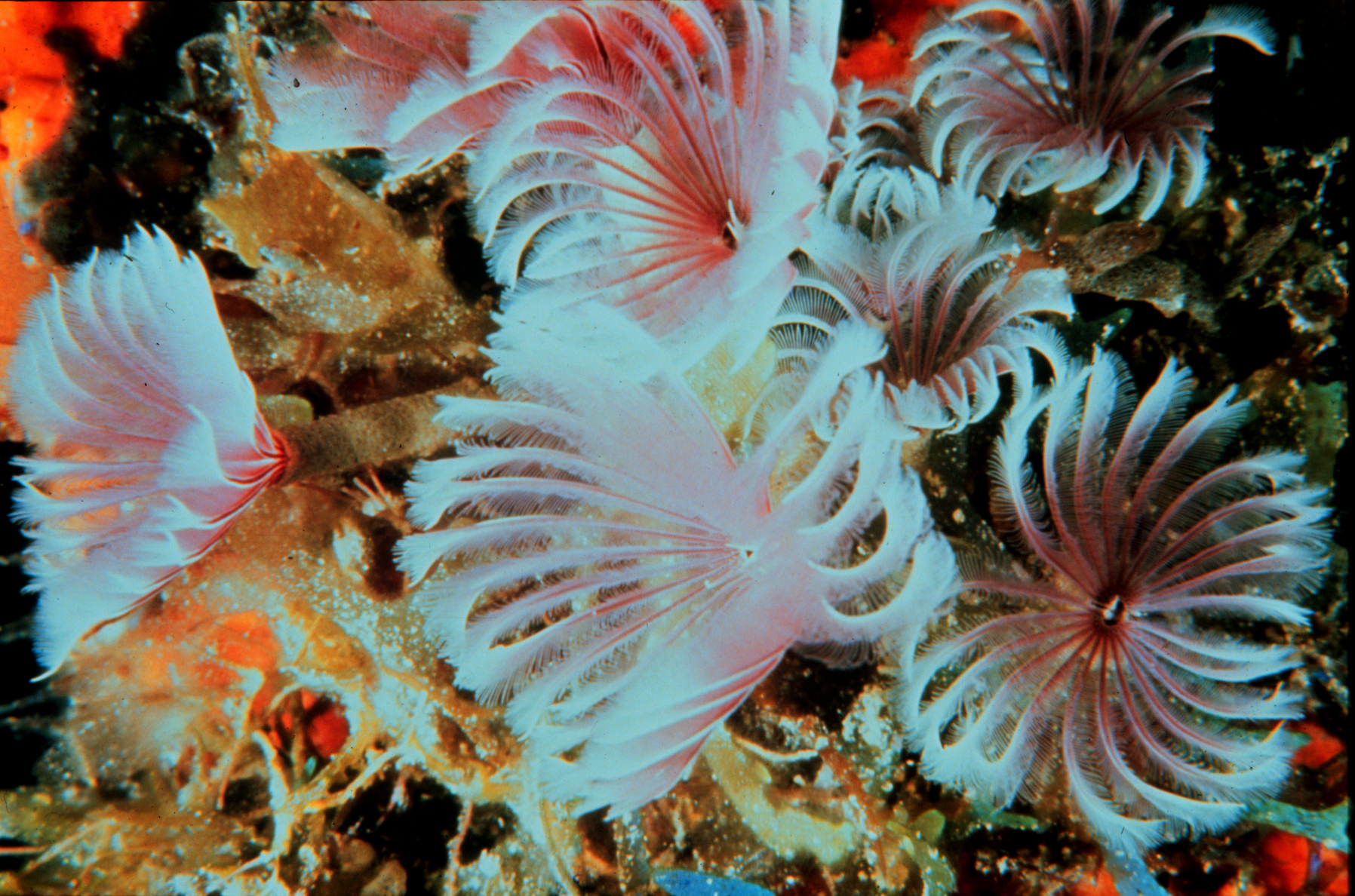
Eudistylia polymorpha
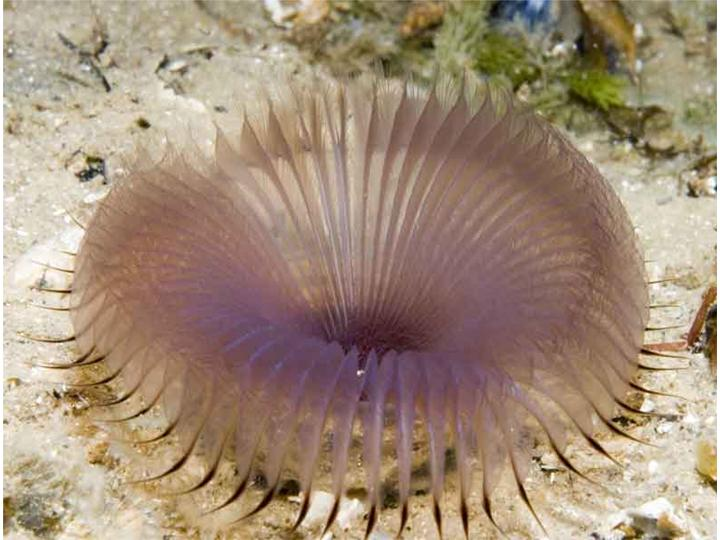
Myxicola infundibulum
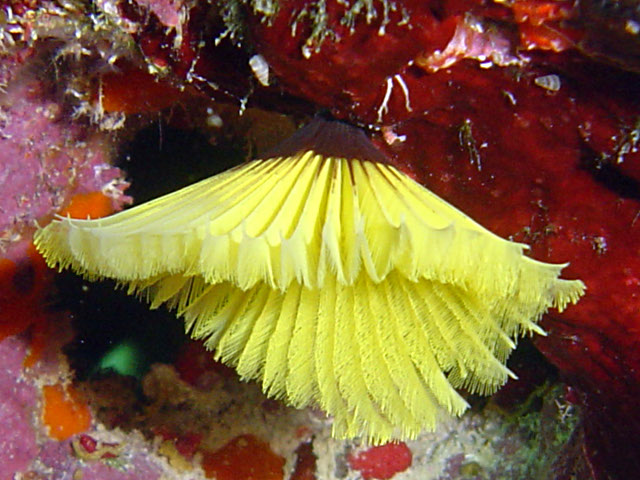
Notaulax occidentalis
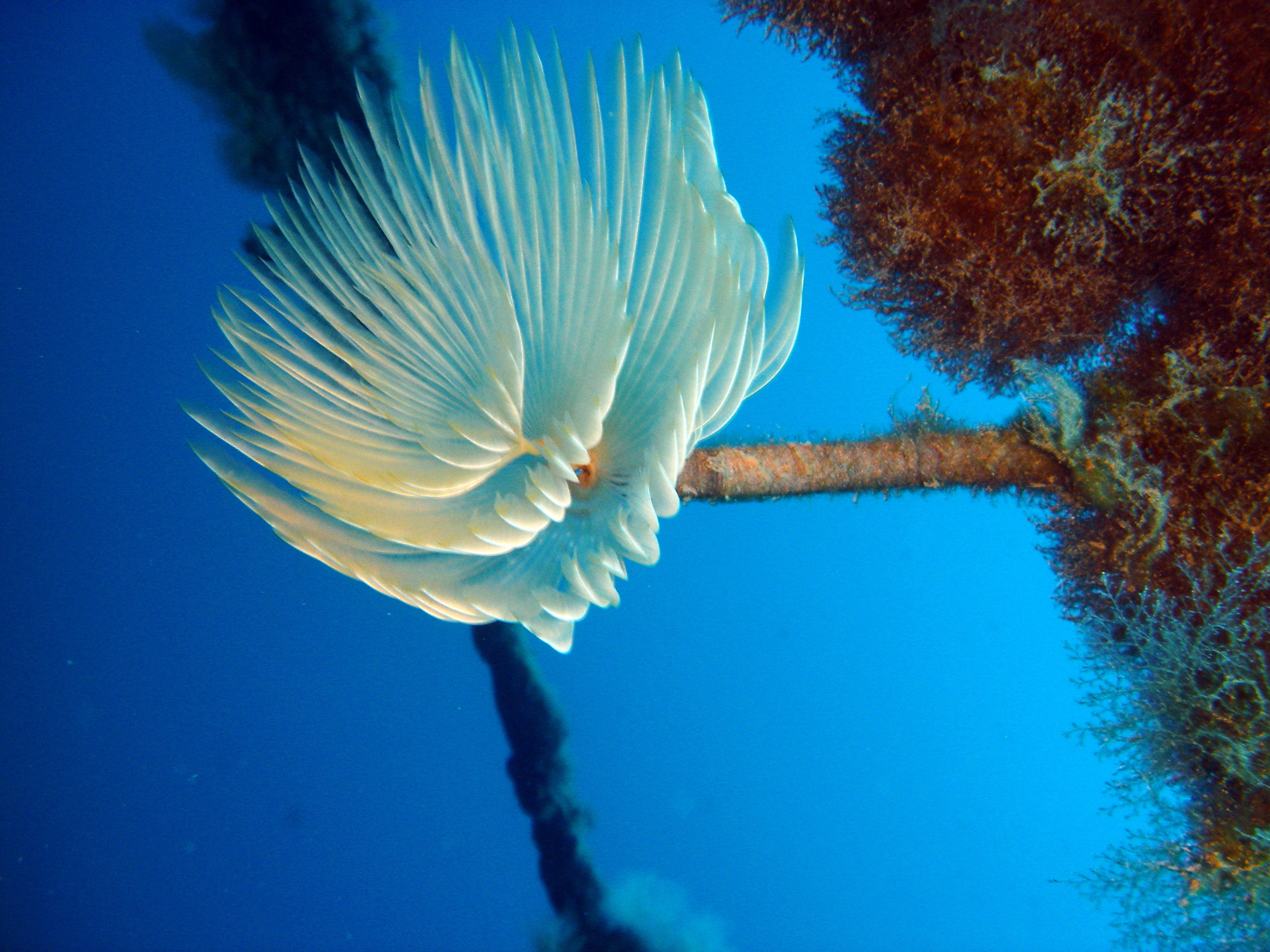
Sabella spallanzanii
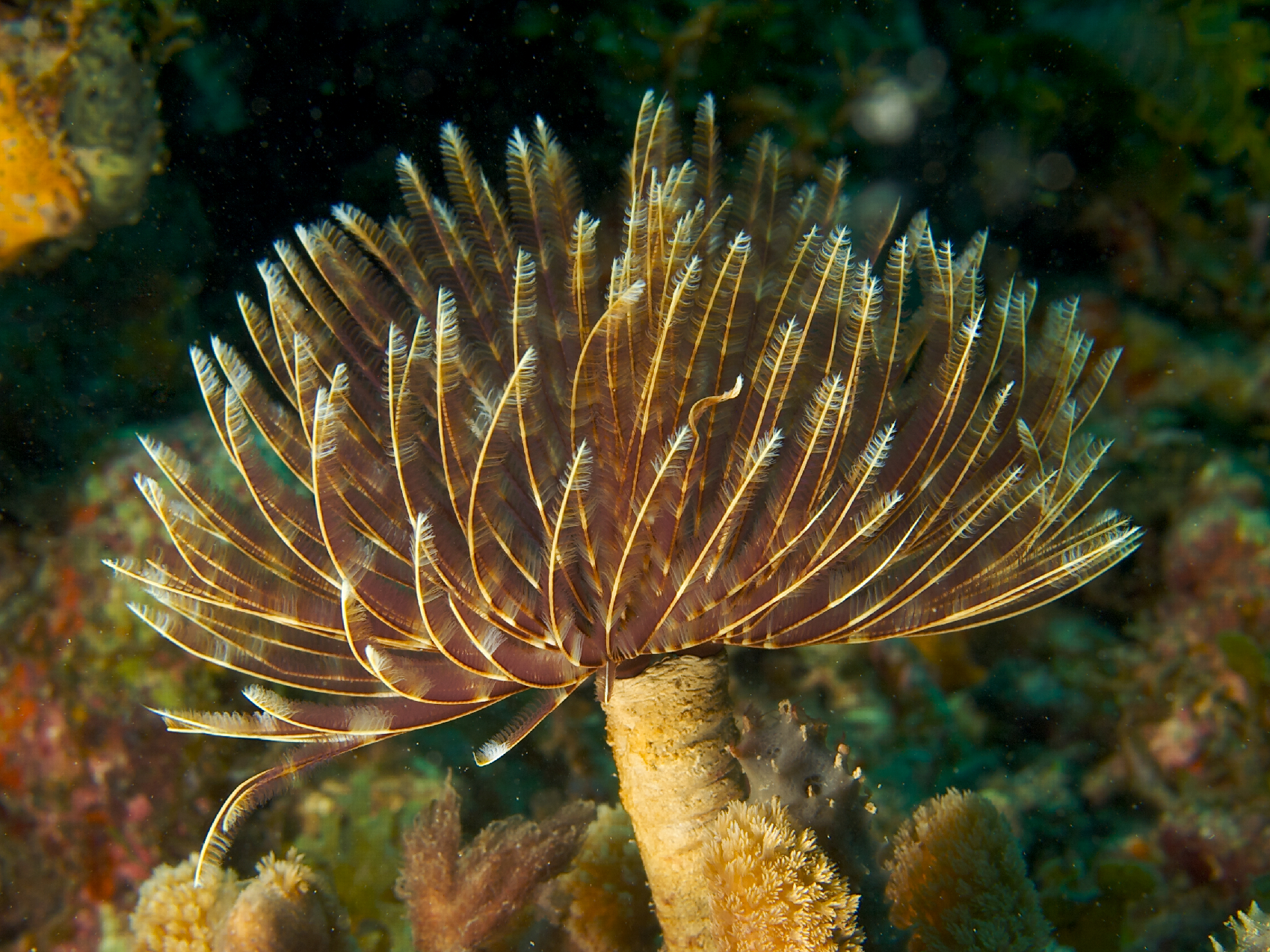
Sabellastarte magnifica